# Flacillula incognita
Flacillula incognita là một loài nhện trong họ Salticidae.
Loài này thuộc chi Flacillula. Flacillula incognita được Marek Żabka miêu tả năm 1985.